# Notachorudina
Genre
Notachorudina est un genre de collemboles de la famille des Neanuridae.

## Distribution
Les espèces de ce genre se rencontrent en Amérique du Sud.

## Liste des espèces
Selon Checklist of the Collembola of the World (version du 31 octobre 2019) :
- Notachorudina patagonica Cassagnau & Rapoport, 1962
- Notachorudina rapoporti Queiroz & Zeppelini, 2017

## Publication originale
- Cassagnau & Rapoport, 1962 : Collemboles d'Amerique du Sud. I. Poduromorphes. Biologie de l’Amérique Australe, vol. 1, p. 139-184.